# Heteropsomys
Heteropsomys là một chi động vật có vú trong họ Echimyidae, bộ Gặm nhấm. Chi này được Anthony miêu tả năm 1916. Loài điển hình của chi này là Heteropsomys insulans Anthony, 1916.

## Các loài
Chi này gồm các loài: